# Rüdiger Peuckert (Soziologe)
Rüdiger Peuckert (* 18. März 1944 in Zittau; † 1. Dezember 2018 in Münster) war ein deutscher Sozialwissenschaftler.

## Leben
Peuckert wurde 1974 an der Universität Erlangen mit dem Thema „Erklärung konformen Verhaltens unter Gruppendruck“ zum Dr. phil. promoviert. Er lehrte an der Universität Göttingen, Seminar für Soziologie, Politikwissenschaft und Didaktik der Geschichte. Nach seiner Habilitation wechselte er 1996 nach Osnabrück. Dort war er Professor für Soziologie am Fachbereich Sozialwissenschaften der Universität Osnabrück.
Mit Familienformen im sozialen Wandel legte er 1991 ein Standardwerk vor, das 2012 in achter Auflage erschienen ist.

## Schriften (Auswahl)
- Das Leben der Geschlechter. Mythen und Fakten zu Ehe, Partnerschaft und Familie. Frankfurt am Main : Campus, 2015